# Ситеки
Ситеки је град у источном Есватинију (Свазиленд). Административно је седиште региона Лубомбо и 2013. године имао је 6.381 становника. Ситеки се налази на 619 метара надморске висине у савани, западно од планине Лебомбо и на око 25km од границе с Мозамбиком. Због лоших услова живота, подручје је често погођено маларијом и колером. Традиционално је трговачки град.

## Порекло имена
Место је основао краљ Мбандзени. Име места Siteki значи "локација за венчање" и односи се на чињеницу да је Мбандзени дозволио својим војницима да се овде венчају.

## Спорт
Ситеки је дом фудбалског клуба Eleven Men in Flight, двоструког освајача државног првенства деведесетих.